# Dassault Mirage F2
Dassault Mirage F2 một mẫu thử máy bay cường kích hai chỗ của Pháp, nó được thiết kế để thử nghiệm động cơ tuabin quạt trong (turbofan).

## Thiết kế và phát triển
Dassault được giao nhiệm vụ thiết kế một mẫu máy bay xâm nhập không phận đối phương ở độ cao thấp vào đầu thập niên 1960, nó có cánh tam giác của Mirage. Không giống như Mirage III trước đó, F2 có cánh xuôi sau đặt cao. Mẫu thử lắp động cơ tuabin quạt trong Pratt & Whitney TF30, bay lần đầu ngày 12/6/1966. Sau đó nó được lắp động cơ SNECMA TF306, chuyến bay thứ hai diễn ra ngày 29/12/1966.
2 sự phát triển song song là loại tiêm kích đánh chặn Mirage F3 và Mirage F1 nhỏn hơn. Cuối cùng, Không quân Pháp đã chọn phát triển F1 và F2 không được đưa vào sản xuất.
Khung thân và động cơ từ F2 đã hình thành nên cơ sở của loại máy bay cánh cụp cánh xòe Mirage G.

## Tính năng kỹ chiến thuật (Mirage F2 với động cơ TF30)

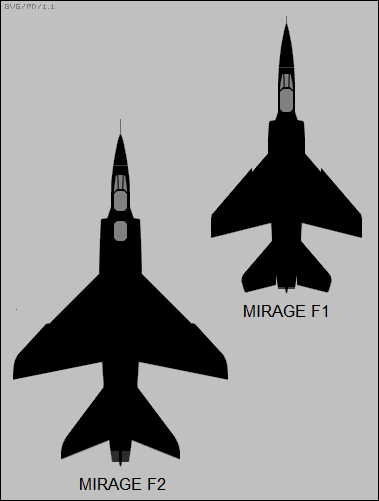
Dassault Mirage F2 and Mirage F1

Illustrated Encyclopedia of Aircraft

### Đặc điểm riêng
- Tổ lái: 2
- Chiều dài: 17.60 m (57 ft 9 in)
- Sải cánh: 10.50 m (34 ft 5 in)
- Chiều cao: 5.80 m (19 ft 0 in)
- Trọng lượng rỗng: 9,500 kg (20,944 lb)
- Trọng lượng cất cánh tối đa: 18,000 kg (39,683 lb)
- Động cơ: 1 động cơ tuabin quạt trong Pratt & Whitney TF30, lực đẩy 89 kN (20,000 lbf)

### Hiệu suất bay
- Vận tốc cực đại: 2,333 km/h (Mach 2.2, 1,450 mph; 1,260 kn)
- Trần bay: 20,000 m (65,617 ft)

### Máy bay có cùng sự phát triển
- Dassault Mirage III
- Dassault Mirage F1
- Dassault Mirage G